# 瀧野由美子
瀧野 由美子（たきの ゆみこ、1997年〈平成9年〉9月24日 - ）は、日本の女優、タレント、元アイドル。女性アイドルグループSTU48の元メンバー。
山口県出身、広島県在住。Mama&Son所属（2023年7月まで）を経て、フリーランス。山口県立防府西高等学校卒業。エリザベト音楽大学中退。

## 略歴

### 生い立ち
小学生の頃に、テレビで可愛い服を着てキラキラしているアイドルを見て素敵だなと思ったことをきっかけに、アイドルを志すようになる。
同じく小学生時代、中学生だった姉のマーチングバンドの練習を観に行き、サックスと出会う（姉はユーフォニウム担当）。以後、早くサックスを吹きたいと思い続け、中学校進学後に吹奏楽部に入部し、アルトサックスを始める。中学2年生の時に転校した先の中学でも吹奏楽部に入部し、アルトサックスを続けた。この時、ヤマハのサックスを購入し、初めて自分の楽器を手にする。吹奏楽強豪校に進学した姉の吹奏楽部の演奏に刺激を受け、同じ高校に進学しアルトサックスを続ける。同高校では始発で通学し朝練、昼休憩に昼練、放課後に部活の練習が終わった後も個人練習をするほか、片道約2時間半かけて個人レッスンに通うなどサックス漬けの高校生活を送った。高校2年から愛器はセルマーシリーズII。もっとサックスを学びたいと大学への進学を目指す。高校3年時には、吹奏楽部内2チームのうち1チームのリーダーを務めた。
2016年春頃、大学入学と同時に山口県から広島県に引越してきた。入学後は仕送りをもらっておらず、サックスの備品も消耗品が多かったため居酒屋、ファミレス、ティッシュ配り、コンサートのグッズ販売、売り子などのアルバイトを掛け持ちした。
マツダスタジアムでビールの売り子のアルバイトをしており、売り上げは常にベスト3に入っていた。この年がちょうどカープが25年ぶりのリーグ優勝を果たした2016年で、これをきっかけにカープファンになった。それまでは野球のルールは知らなかった。

### 2017年
- 3月19日、 STU48第1期生オーディションの最終審査を通過し、仮合格者となる（応募総数8,061人、最終合格者31人）[19]。オーディションではディズニー映画『塔の上のラプンツェル』の劇中歌「輝く未来」を歌った[20]。瀧野にとって人生初のオーディションであり、〝最初で最後〟と決めていたという[21][6]。オーディションを受けることを決意したのは広島の大学進学がきっかけであり、STU48が瀬戸内を拠点としていなかったらアイドルのオーディションを受けていなかったと思うと語っている[22]。
- 4月25日、AKB48の49thシングルの選抜メンバーを決める『第9回AKB48選抜総選挙』の公式本「AKB48総選挙公式ガイドブック2017」（講談社・2017年5月17日発売）の名物企画「#注目の100人」のメンバーに選ばれた[23]。
- 5月3日、広島市で開幕した『2017ひろしまフラワーフェスティバル』のステージにおいて、STU48としてお披露目された[24]。同年5月31日発売（2017年6月14日号〈2017年26号〉）の「週刊少年マガジン」で漫画誌初登場にして初の単独表紙を飾った。最終審査に合格してから73日での表紙デビューは、漫画誌の表紙としてはAKB48グループ、乃木坂46、欅坂46の歴代メンバー最速である[25]。続けて、「別冊カドカワ」（6月8日発売）でも単独表紙を務めた[26]。
- 6月3日、初のSTU48単独ライブをおかやま未来ホールで行い、自身がセンターを務めるSTU48初のオリジナル曲「瀬戸内の声」を初披露するなど5曲を披露した[27]。
- 7月8日、STU48のデビューシングル「暗闇」（2018年1月31日発売）の選抜メンバー16人が動画配信サイト「SHOWROOM」で発表され、センターを務めることが発表された[28]。楽曲のセンターを務めるのは、AKB48の48thシングル「願いごとの持ち腐れ」劇場盤のカップリングに収録されている「瀬戸内の声」に続き、2作目となる[28]。
- 8月30日、『KANSAI COLLECTION 2017 AUTUMN&WINTER』のランウェイにモデルとして出演した[29]。
- 9月10日、AKB48が11月22日に発売する50thシングル「11月のアンクレット」で、初めてAKB48のシングル選抜メンバーに選出されたことが発表された[30]。同作のType Aに収録されているSTU48のオリジナル曲「思い出せてよかった」では3作目となるセンターを務めた[31]。
- 12月31日、『第68回NHK紅白歌合戦』にAKB48として出演した[32]。

### 2018年
- 1月8日、神田明神で行われたAKB48グループの成人式に新成人として参加した。20歳の意気込みを訊かれ、「2018年はSTU48のデビューの年。先輩たちに負けないグループを1年間で作っていきたい。私はまだこの世界に入って1年経っていませんが、いろんな経験させてもらいました。その経験を踏まえて、この瀬戸内の良さ、STU48の魅力を皆さんに伝えられたら」と答えた[33]。 同年1月20日、TOKYO DOME CITY HALLで行われた『AKB48グループ リクエストアワー セットリストベスト100 2018』2日目にて、AKB48が3月14日に発売する51stシングル「ジャーバージャ」の選抜メンバーに選出されたことが発表された[34]。同作のType A・B・C・劇場盤に収録されているSTU48のオリジナル曲「ペダルと車輪と来た道と」ではセンターを務めた[35]。
- 4月13日、STU48選抜メンバー9人による新グループCGB41として『クリーム玄米ブラン』のテレビCMに出演することが発表された。瀧野がセンターを務めるオリジナル曲「夢力」がCM内で披露され、4月22日より配信リリースされることも決定した[36][37]。
- 6月16日、『AKB48 53rdシングル 世界選抜総選挙』の開票イベントでは、STU48の生え抜きメンバーで最上位となる74位にランクインし、アップカミングガールズに選出された[38]。同年6月17日、ナゴヤドームで行われた『世界選抜総選挙 御礼大握手会』にて、STU48の2ndシングル（2019年2月13日発売予定[39]）選抜メンバー16人が発表され、1stシングルに続き瀧野がセンターを務めることが決定した[40][41]。STU48名義の楽曲としては通算5作連続のセンターとなる。
- 7月25日、初の連続ドラマ『マジムリ学園』（日本テレビ）出演を機に、STU48の生え抜きメンバーで初めてTwitterの公式個人アカウント[42]を開設した[43][44][45]。
- 8月8日、マツダスタジアムで行われた広島東洋カープ×中日ドラゴンズ戦で自身初の始球式を務めた[17][46][47][注 1]。
- 9月16日、『GirlsAward 2018 AUTUMN/WINTER』のランウェイにモデルとして出演した[48]。
- 10月5日、楽天生命パーク宮城で行われた東北楽天ゴールデンイーグルス×千葉ロッテマリーンズ戦で始球式を務めた[49]。同年10月14日、初の単独冠番組『STU48瀧野由美子の恋する青春48きっぷ〜0系からリニアまで!新幹線全制覇プロジェクト〜』（テレ朝チャンネル1）に出演[50][51][52]。同年10月19日、舞台版「マジムリ学園」で舞台初出演。

### 2020年
- 3月28日、ニコニコ動画での「STU48 3周年生放送」内で、Mama&Son所属の向井地美音からのメッセージで、STUから移籍して4月よりMama&Sonに所属することが発表された[53]。
- 6月26日、YouTube予備校「ただよび」内で、大学受験に再び臨むことを発表した。STUメンバーとしての活動は継続し、勉強との両立を図るとしている[54][55]。
- 10月18日放送の「STU48イ申テレビ 緊急企画 ファンが 決めちゃうユニット発表SP」（ファミリー劇場CLUB）内で開票された「ファンが決めちゃうSTU48 6thシングルカップリングユニット」では4位となり、メンバー入りを果たした[56]。

### 2021年
- 9月22日、ファースト写真集『君のことをまだよく知らない』（講談社）を発売[57][58][59]。通常版のほか、「Amazon」「楽天ブックス」「セブンネット」それぞれの限定表紙版が発売される[60]。
- 11月16日、広島東税務署の一日税務署長に就任。納税の大切さなどを訴えたほか[61]、広島市立広島商業高等学校を訪れて、税金の種類についての講義や生徒が書いた税をテーマにした作文の表彰を行った[61]。

### 2022年
- 3月30日、大学に合格したことを発表[62][63]。
- 6月、ドイツテレビチャンネルNDR Fernsehen（ドイツ語版）で放映されたドキュメンタリーシリーズ「Länder - Menschen - Abenteuer（ドイツ語版）」の山陽新幹線に関する話に登場した[64]。

### 2023年
- 7月29日、神戸・AiiA 2・5 Theater Kobeで行われたSTU48全国ツアーの初日公演でグループ卒業を発表した。月末でMama&Sonを退社[65][66][67]。11月15日発売の10thシングル「君は何を後悔するのか?」が卒業シングルとなる[68][69][70][注 2]。
- 11月3日、広島グリーンアリーナで卒業コンサートを開催した[68][71]。
- 11月30日、STU48の卒業公演にて、STU48としての活動終了、アイドル活動を引退[72][73]。卒業後は女優を目指す[74]。

### 2024年
- 1月11日、セカンド写真集『マインドスケープ』（ワニブックス）は、初週で4000部を売り上げ、オリコン週間写真集ランキングで1位を獲得した[75][76]。
- 1月29日、ファンクラブ会員限定のブログ連載「やっぱりやまぐち！」を開始[77]。
- 3月24日、初のファンクラブイベント「yumicommunity 2024 spring」が開催されました[78]。
- 5月18日から6月2日にかけて上演された、 2016年の映画の舞台化「湯を沸かすほどの熱い愛」にて、グループ卒業後初となる舞台出演[79]。

## 人物
愛称は、ゆみりん。STU48在籍時のキャッチフレーズは「ゆーみりん！ゆーみりん！ゆーみりん！（おーっ！）ゆみりんエネルギーチャージ完了！はい、21歳の山口県出身、ゆみりんこと瀧野由美子です！」。チャームポイントは黒目。
瀧野の漫画誌初表紙となった週刊少年マガジンNo.26（2017年6月14日号）の撮影を手掛けたカメラマンのTakeo Dec. は、瀧野について「透明感という言葉はグラビアではよく使われる言葉だが、彼女の“透明感”はそれの一つ、二つ上をいく強さを併せ持つ、別次元のものに感じた。こんな子がまだいるんだなと、久々にうれしくなった存在」と評した。
出版関係者から「清楚なルックス」と称される一方で数々の天然エピソードも発覚しており、瀧野本人も「結構〝抜けてる〟ところがある」と自覚している。
岡田奈々は「ゆみりんは、誠実で面白い子です。かわいくて、スタイルがいいし、ちゃんと自分の気持ちをみんなに伝えられるので、センターに合うと思います」「マイペースなんですけど、言うべきことは言うし、仕事に対する意識がめちゃくちゃ高いです」と述べている。
広島県民へのメッセージとして「瀬戸内のアイドルとしてまず地域の方に愛していただき、次は瀬戸内の良さを全国に知らせる、ひとつの架け橋になりたいと願っています」と述べている。
大学再受験について「STU48に入って東京に行く機会も増えて大学は辞めざるを得なくなってしまったが、自分の中ですごく心残りになっていたので、また挑戦しようと思った。以前通っていた大学は入試が推薦で音楽を学びに行く感じで、高校も部活をしに行っていたようなものだったので、ちゃんと勉強をしたことがなくて英語が中学生レベルのところでつまずいたり、すごく大変です」と述べている。
2022年5月に行ったSHOWROOM配信にて、日向坂46のメンバーである上村ひなのの配信から瀧野の配信へと視聴者が流れ込み、それをきっかけに“おひさま”（日向坂46ファンの総称）人気が急上昇した。
卒業を決意したのは、いろんなきっかけが重なって卒業に向けて動き始めたタイミングで、シングル「花は誰のもの？」が予想外の人気を博したことにより「もう悔いはないなと思いました」と語っている。

### 特技
特技はサックス。サックスに一目ぼれしたことをきっかけに中学・高校と吹奏楽部に所属し、大学でもサックスを学んでいる。本人は「サックスの演奏会に出ることで、技術的にはもちろん、仲間の大切さなども学ぶことができました!」と述べている。STU48劇場支配人の山本学にも「サックスの腕前は、はっきり言ってプロ級。今後の活躍に期待が高まるメンバーです」と評されている。2017年12月10日にTOKYO DOME CITY HALLで行われた『第7回AKB48紅白対抗歌合戦』では、ソロでサックスの生演奏を披露した。
オセロで中国地方1位になり、全国大会に出場した経験を持つ。

### 趣味
趣味は鉄道鑑賞。AKB48グループでは、元SKE48の松井玲奈と同じく大の鉄道ファンであり、「新幹線大好きアイドル」として紹介されたこともある。
鉄道好きな父親の影響もあり、家族で車両基地フェスタや福岡の鉄道博物館などによく行くうちに興味を持った。特にSLやまぐちが好きで、瀬戸内でオススメのものに挙げている。好きな新幹線は500系。

### 嗜好
好きな食べ物は尾道ラーメン、マンゴー、生クリーム。よく聴く音楽のジャンルは吹奏楽。好きな本は岩本隆雄の『星虫』。好きな映画は『海猿』『恋空』『オペラ座の怪人』。好きな漫画・アニメは『コジコジ』『名探偵コナン』『恋空』『花より男子』。好きな色は水色。好きなスポーツはスキー。好きな動物は犬。「あんこ」という名前の犬（メス）を飼っている。好きな季節は冬。座右の銘は「プロとは、その道での苦労を楽しめるということ」。
尊敬するメンバーは岡田奈々。「坂道AKB」で共演した日向坂46元メンバーの佐々木美玲、齊藤京子と仲が良い。

### 家族
家族は父、母、姉、弟がいる。2018年、「瀧野由美子 21歳の生誕祭」で父は「STUの二次オーディションに受かった時には何もわからないまま同伴しました。まさかこんなことになるとは夢にも思いませんでした。今、親として出来ることは2ケ月に1回、部屋の掃除に行くくらいです。いつもこの汚い部屋でよく生活しているなと感心します。人に迷惑をかけないで、常に感謝の気持ちを持って、1人でも多くの人に笑顔を届けることが出来るよう体に気をつけて頑張ってください」などとコメントした。
ファースト写真集の山口での撮影は初めて実家で撮影し、母に浴衣を着付けしてもらっている。

## STU48・AKB48での参加楽曲

### シングル選抜楽曲
STU48名義
- 暗闇
  - STU48
  - 誰かがいつか 好きだと言ってくれる日まで
- 風を待つ
  - 出航
  - 夢力 - 「CGB41」名義
  - 制服の重さ - 「20世紀生誕メンバー」名義
- 大好きな人
  - 一杯の水 - 「瀬戸7」名義
- 無謀な夢は覚めることがない
  - 瀬戸内の妹
  - 奇跡という名のストーリー
- 思い出せる恋をしよう（1期生・ドラフト3期生歌唱ver.）
  - 青春各駅停車 - 「青い向日葵」名義
  - あの日から僕は変わった
- 独り言で語るくらいなら
  - サングラスデイズ - 「1期生&ドラフト3期生」名義
  - 僕はこの海を眺めてる - 「瀬戸内PR部隊」名義
- ヘタレたちよ
  - 後悔なんかあるわけない
- 花は誰のもの?
  - ポニーテールをほどいた君を見た
- 息をする心
  - 神様も呆れるくらいに - 「SHOWROOM選抜」名義
- 君は何を後悔するのか?

AKB48名義
- 「願いごとの持ち腐れ」に収録
  - 瀬戸内の声 - 「STU48」名義
- 11月のアンクレット
  - 思い出せてよかった - 「STU48」名義
- ジャーバージャ
  - ペダルと車輪と来た道と - 「STU48」名義
- Teacher Teacher
- 「センチメンタルトレイン」に収録
  - ひと夏の出来事 - 「アップカミングガールズ」名義
  - 百合を咲かせるか?
- NO WAY MAN
- ジワるDAYS
  - 初恋ドア - 「坂道AKB」名義
- サステナブル
- 失恋、ありがとう
  - 愛する人

### アルバム選抜楽曲
AKB48名義
- 『僕たちは、あの日の夜明けを知っている』に収録
  - 靴紐の結び方
  - ごめんね、好きになっちゃって…

### 配信限定楽曲
- 思い出せる恋をしよう（Mix ver.）

## 出演

### テレビドラマ
- マジムリ学園（2018年7月26日 - 9月27日、日本テレビ）[注 3] - 卍 / 松本聖子 役[97]

### その他のテレビ番組
- 鯉のはなシアター（広島ホームテレビ）
  - 「今村猛 その胸に秘めたチーム愛」（2017年7月6日）
  - 「長野久義と妻が歩んだ84日間の移籍劇の裏側」「増える!カープを愛する外国人 第2弾」（2019年5月27日）
  - 「新人王・森下暢仁に息づく男たちの絆」/「石原慶幸が鯉に捧げた19年」（2020年12月31日）
- STU48瀧野由美子の恋する青春48きっぷ（テレ朝チャンネル1）
  - 第1弾 〜0系からリニアまで!新幹線全制覇プロジェクト〜（2018年10月14日）[52]
  - 第2弾 〜すごいぞ九州!!新幹線からローカル線まで鉄道王国SP〜（2019年10月16日）[98]
- 熱血テレビ（2021年1月 - 2023年3月30日、山口放送） - レギュラーリポーター[99][100]

### ラジオ
- 鉄旅・音旅 出発進行! 音で楽しむ鉄道旅（2021年2月15日・2022年1月1日・4月9日 - 、NHKラジオ第1放送） - MC[101]
- STU48 瀧野由美子・石田千穂の独りで語るくらいなら（2021年2月17日 - 3月10日、AuDee）[102]
- ゆみこ日和（2024年2月23日 - 、AuDee） - MC[103]

#### 特別番組
- J-WAVE SPECIAL Takanawa Gateway Fest INNOVATION WORLD COMPLEX.ZIP（2020年9月21日、J-WAVE）[104][注 4]
- STU48のオールナイトニッポンX（2023年3月2日、ニッポン放送） - メインパーソナリティー[105]

### CM
- アサヒグループ食品『クリーム玄米ブラン』「CGB41」篇（2018年4月14日 - ） - ブルーベリー（CGB41） 役[36]
- 萩原工業 「ハミダセ・アミダセ」篇・「グローバル・ハミダセ」篇（2018年11月1日 - ）[106]
- 中国電力 SL「やまぐち」号 車内編・SL「やまぐち」号 外観編（2020年）

### 舞台
- 舞台版「マジムリ学園」（2018年10月19日、日本青年館ホール）[107]
- 博多座開場20周年記念公演「仁義なき戦い 彼女(おんな)たちの死闘篇」（2019年11月16日 - 24日、博多座） - 若杉寛（梅宮辰夫）役[108]
- 舞台版「湯を沸かすほどの熱い愛」（2024年5月18日 - 26日、サンシャイン劇場 / 6月1日・2日、サンケイホールブリーゼ） - 幸野安澄 役[79]
- 一騎討ちProject 第7弾公演 舞台「オサエロ -2024-」（2024年10月30日 - 11月4日、こくみん共済 coop ホール/スペース・ゼロ / 11月14日、神戸新聞松方ホール） - 沢口夏子 役[109]
- OFFICE SHIKA×海外児童文学シリーズ vol.1 音楽劇「姉さんは、暖炉の上の、壺の中—My Sister Lives on the Mantelpiece」（2024年11月21日 - 12月1日、CBGKシブゲキ!!） - スーニャ 役[110]

### イベント
- 関西コレクション 2017 AUTUMN/WINTER（2017年8月30日、京セラドーム大阪）[111]
- Rakuten GirlsAward 2018 AUTUMN/WINTER（2018年9月16日、幕張メッセ 1〜3ホール）[48]
- 東北楽天ゴールデンイーグルス × 千葉ロッテマリーンズ戦 始球式（2018年10月5日、楽天生命パーク）[49]
- 東京ガールズコレクション
  - TGC KITAKYUSHU 2019 by TOKYO GIRLS COLLECTION（2019年10月5日、西日本総合展示場 新館）[112]
  - マイナビ 東京ガールズコレクション 2020 SPRING/SUMMER（2020年2月29日、国立代々木競技場第一体育館）[113]
  - TGC KITAKYUSHU 2022 by TOKYO GIRLS COLLECTION（2022年11月19日、西日本総合展示場 新館）[114]
- 「地域とみんなをつないで結ぶ。『ハローキティ新幹線 展』」オープニングセレモニー（2020年2月22日、京都鉄道博物館） - スペシャルゲスト[115]
- J-WAVE INNOVATION WORLD COMPLEX at Takanawa Gateway Fest（2020年8月15日、高輪ゲートウェイ駅 特設会場）[104][注 5]
- 西九州新幹線開業記念「大鉄道展」武雄市図書館・歴史資料館鉄道イベント（2022年9月25日、武雄市図書館・歴史資料館）[116][117]

### ネット配信
- 瀧野由美子のI LOVE MNJ（2019年11月9日、cookpadlive）[118]
- ダーリンハニー吉川正洋&STU48瀧野由美子のそれいけ!四国新幹線（2021年11月14日、南海放送公式YouTube）[119]

## 書籍

### 写真集
- STU48 瀧野由美子1st写真集「君のことをまだよく知らない」（2021年9月22日、講談社）ISBN 978-4065257029 [57][58][59]
- 瀧野由美子2nd写真集「マインドスケープ」（2024年1月11日、ワニブックス）ISBN 978-4847085321[75][120]

### 関連書籍
- 鉄道愛を語る 十人十鉄の鉄道話（2023年3月22日、天夢人〈「旅と鉄道」編集部〉）ISBN 978-4635824392

## プロデュース
- 期間限定観光列車「DLやまぐち号」瀧野由美子プロデュースオリジナルデザイン『記念乗車証』（2021年7月17日 - 8月29日）[121][122]